# Oxyopsis gracilis
Oxyopsis gracilis es una especie de mantis de la familia Mantidae.

## Distribución geográfica
Se encuentra en Bolivia y Paraguay.